# 좋은 밤 되세요
《좋은 밤 되세요》(Good Night)는 한국에서 제작된 채민기 감독의 2008년 드라마, 스릴러 영화이다. 김동윤 등이 주연으로 출연하였고 박정 등이 제작에 참여하였다.

## 출연

### 주연
- 김동윤
- 김정팔
- 윤복인
- 하시은

### 조연
- 장문석
- 우현

## 기타
- 조명: 박찬윤
- 녹음: 정현수
- 믹싱: 이승엽
- 미술: 안유림
- 미술: 김소정